# Sinas (cráter)

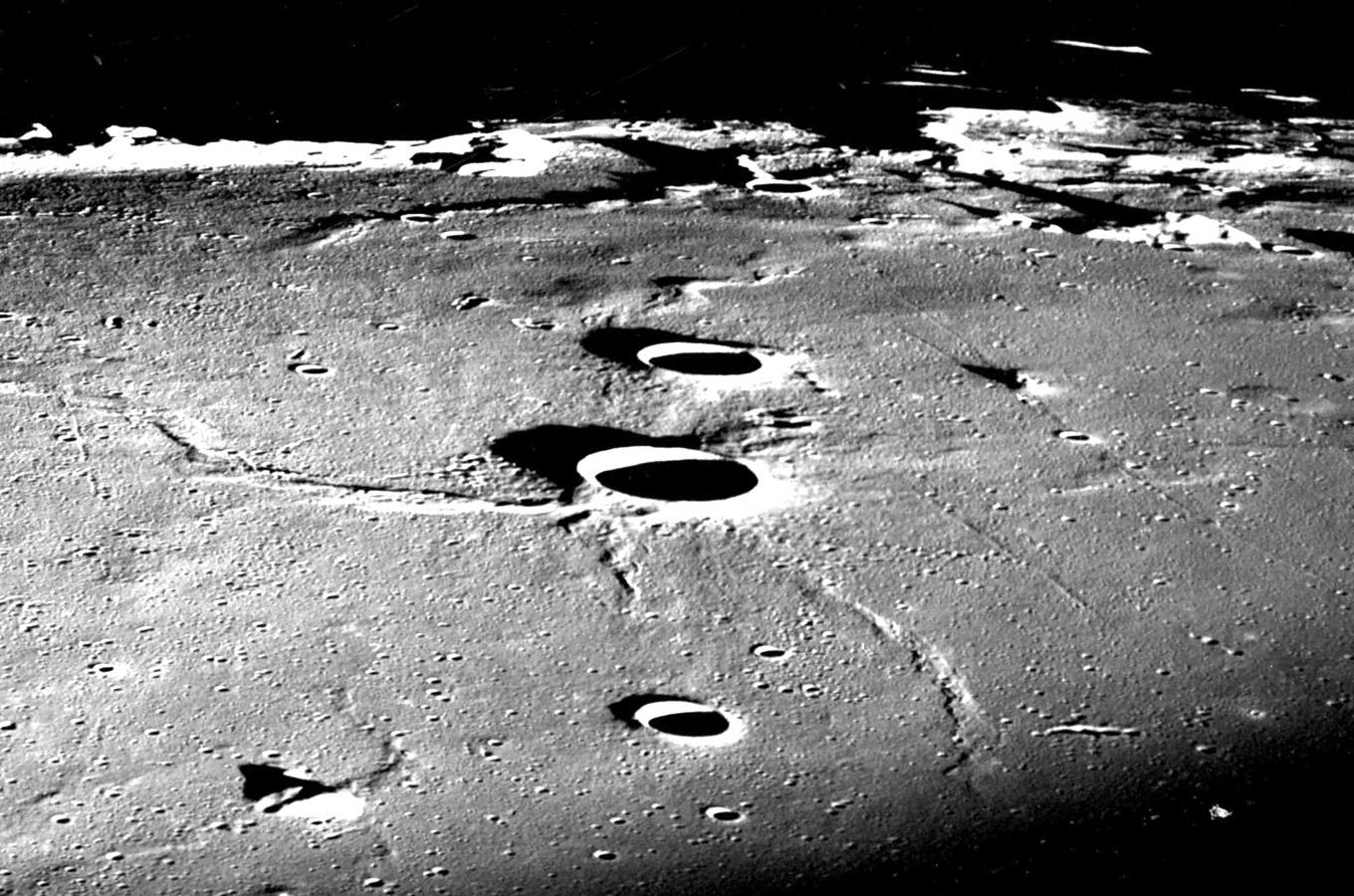
Fotografía de la misión Apolo 8

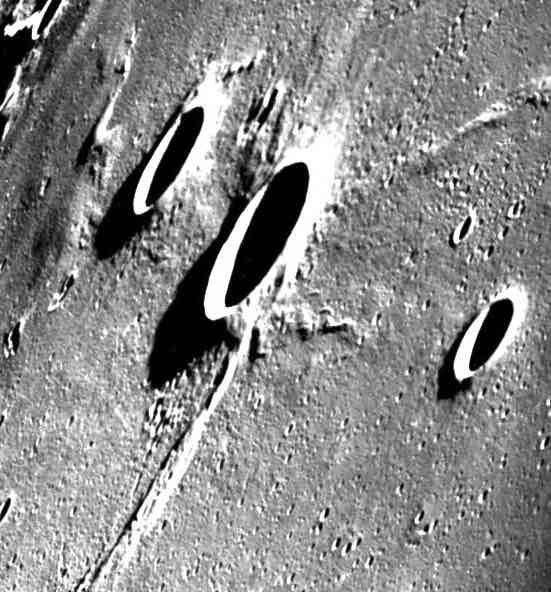
Fotografía de la misión Apolo 8

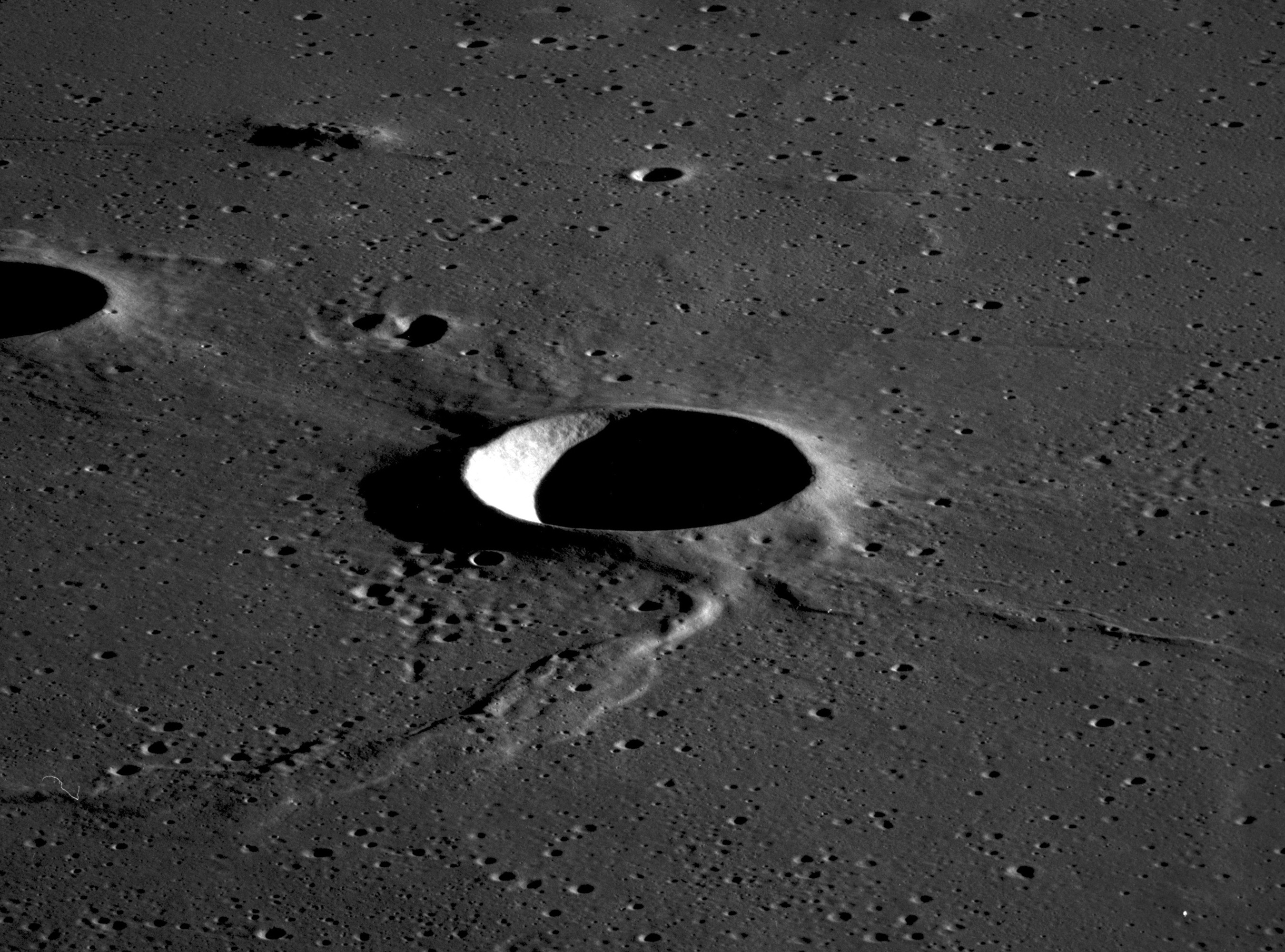
Fotografía de la misión Apolo 11

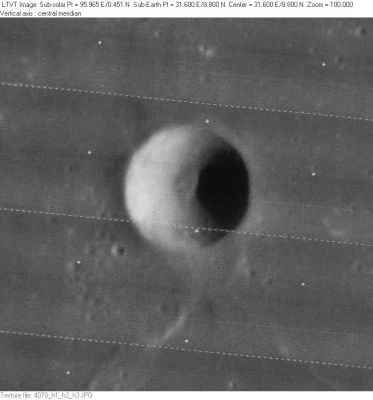
Fotografía de la misión Lunar Orbiter 4

Sinas es un pequeño cráter de impacto que se encuentra en la parte oriental de la Luna, sobre el Mare Tranquillitatis. Es una formación aislada que se encuentra muy cerca del punto medio del mar lunar. Entre los cráteres cercanos se incluyen Jansen y Carrel al noroeste, Aryabhata al sureste, y Maskelyne al sur.
|  |

De contorno circular, tiene forma de cuenco, con una pequeña plataforma en su punto medio. Un dorsum cruza el borde este del cráter, con varios domos lunares localizados al norte. Es llamado así por el magnate griego Simon Sinas.

## Cráteres satélite
Por convención estos elementos son identificados en los mapas lunares poniendo la letra en el lado del punto medio del cráter que está más cercano a Sinas. Sinas A yace al sureste, con Sinas E al noroeste, a una distancia más corta. Sinas G, H y J aparecen al este-noreste, a mayor distancia, y Sinas K se halla más al sureste.
|       | \| Sinas \| Coordenadas \| Diámetro \| \| ----- \| ---------------------------- \| -------- \| \| A \| 7°48′N 32°36′E / 7.8, 32.6 \| 6 km \| \| E \| 9°42′N 31°00′E / 9.7, 31.0 \| 9 km \| \| G \| 9°36′N 34°18′E / 9.6, 34.3 \| 5 km \| \| H \| 10°00′N 33°30′E / 10.0, 33.5 \| 6 km \| \| J \| 10°18′N 33°42′E / 10.3, 33.7 \| 6 km \| \| K \| 6°48′N 33°06′E / 6.8, 33.1 \| 5 km \| |          |
| Sinas | Coordenadas | Diámetro |
| A     | 7°48′N 32°36′E / 7.8, 32.6 | 6 km     |
| E     | 9°42′N 31°00′E / 9.7, 31.0 | 9 km     |
| G     | 9°36′N 34°18′E / 9.6, 34.3 | 5 km     |
| H     | 10°00′N 33°30′E / 10.0, 33.5 | 6 km     |
| J     | 10°18′N 33°42′E / 10.3, 33.7 | 6 km     |
| K     | 6°48′N 33°06′E / 6.8, 33.1 | 5 km     |